# Gaizka Mendieta
Salvador "Gaizka" Mendieta Zabala (Lequeitio, Vizcaya, 27 de marzo de 1974) es un exfutbolista español que ocupaba la demarcación de centrocampista. Actualmente es embajador internacional de LaLiga y fue varios años comentarista del campeonato español, en la británica Sky Sports.
Formado como futbolista en las categorías inferiores del Castellón, desarrolló la mayor parte de su carrera en el Valencia (1992-2001), club del que fue capitán y con el que alcanzó su cénit futbolístico entre 1999 y 2001. En ese periodo es reconocido como uno de los mejores futbolistas europeos y lidera un Valencia campeón de Copa y Supercopa en 1999, y dos veces finalista en Liga de Campeones (2000 y 2001).
En 2001 fue traspasado a la Lazio de Italia, por la cantidad récord de un futbolista español hasta esa fecha, de 8000 millones de pesetas (€48 millones), convirtiéndose en el segundo jugador valencianista, tras Claudio López, en ser traspasado al club romano. Tras una decepcionante primera temporada, retorna a España en la 2002/03 cedido al Barcelona. La siguiente campaña es cedido al Middlesbrough inglés, al que es finalmente traspasado en 2004, permaneciendo cuatro temporadas hasta su retirada en 2008.
Fue internacional absoluto con España entre 1999 y 2002, totalizando 40 internacionalidades y 8 goles. Disputó dos fases finales, Eurocopa 2000 y Mundial 2002.

## Trayectoria
Gaizka Mendieta nació en Lequeitio en 1974. Su padre, Andrés Mendieta, jugaba en el Club Deportivo Castellón y a raíz de eso, Gaizka se formó en la cantera albinegra después de haber jugado en el Club Deportivo Tonín de Castellón y en el Club Deportivo Castalia, en donde ya empezó a recibir reconocimientos y elogios por su gran juego.
Es considerado uno de los mejores futbolistas españoles de fines de los años 90 y de comienzos del siglo XXI, [cita requerida] especialmente gracias a su gran rendimiento en el Valencia, con el que llegó a ganar una Copa del Rey, una Supercopa de España y a disputar dos finales consecutivas de la Liga de Campeones en los años 2000 y 2001 siendo designado mejor centrocampista de la competición en ambas ocasiones.
Su clase como interior derecho y su capacidad goleadora le llevaron a ser uno de los futbolistas más cotizados de Europa de final de los años 90 y, tras desestimar el Valencia una oferta del Real Madrid por el futbolista cercana a su cláusula de rescisión, fue finalmente traspasado a la Lazio en 2001 por una cantidad superior a 8000 millones de pesetas (unos 48 millones de euros), convirtiéndose en esa fecha por amplio margen, el mayor traspaso de un futbolista español, posteriormente superado por el traspaso de Fernando Torres en 2010 del Liverpool al Chelsea por 58 m€ y de Kepa Arrizabalaga en 2018 del Athletic al Chelsea por 80 m€. Sin embargo, y a pesar de las expectativas creadas, Mendieta no pudo adaptarse al duro fútbol italiano y en la temporada 2002/03 regresó a España para jugar cedido en el Barcelona. Mendieta rindió a buen nivel en el conjunto español, pero la crisis por la que atravesaba el equipo y su alta ficha económica provocaron que Mendieta regresase a la Lazio al finalizar la temporada.
En 2003 fue traspasado al Middlesbrough de la primera división inglesa, donde jugó desde la temporada 2003/04. En el conjunto inglés alcanzó la final de la UEFA Cup en 2006, en la que cayeron los ingleses por 4-0 ante el Sevilla. A finales de 2007 su club informó que "colgaría las botas" cuando terminase la temporada, es decir, en verano de 2008.
Posteriormente, Mendieta es comentarista de televisión, asesor de deportistas, empresario gastronómico y DJ. En la etapa de Meriton del Valencia, el exjugador vasco estuvo en conversaciones para unirse a la estructura del equipo che, sin que se llegara a algún acuerdo para ser directivo de la entidad valencianista.

## Selección nacional
Mendieta fue internacional absoluto con España entre 1999 y 2002, totalizando 40 partidos y 8 goles. Hizo su debut con el combinado nacional en Mestalla el 27 de marzo de 1999, en el mítico España 9–0 Austria, de clasificación para la Eurocopa 2000. Con José Antonio Camacho como seleccionador nacional, disputó las fases de clasificación y las fases finales de la Eurocopa 2000 y del Mundial 2002, siendo uno de los habituales en el once titular.

### Participaciones en fases finales
| Torneo                   | Sede                   | Resultado        |
| ------------------------ | ---------------------- | ---------------- |
| Europeo Sub-21 de 1996   | España                 | Subcampeón       |
| Juegos Olímpicos de 1996 | Atlanta                | Cuartos de final |
| Eurocopa 2000            | Bélgica y Países Bajos | Cuartos de final |
| Copa del Mundo 2002      | Corea del Sur y Japón  | Cuartos de final |

### Goles internacionales
| # | Fecha      | Lugar                                   | Rival               | Gol | Resultado | Competición                 |
| - | ---------- | --------------------------------------- | ------------------- | --- | --------- | --------------------------- |
| 1 | 05-06-1999 | Estadio El Madrigal, Villarreal         | San Marino          | 9–0 | 9-0       | Clasificación Eurocopa 2000 |
| 2 | 07-06-2000 | Stade Josy Barthel, Luxemburgo          | Luxemburgo          | 1-0 | 1-0       | Amistoso                    |
| 3 | 21-06-2000 | Jan Breydel Stadium, Brujas             | Serbia y Montenegro | 3–3 | 4–3       | Eurocopa 2000               |
| 4 | 25-06-2000 | Jan Breydel Stadium, Brujas             | Francia             | 1–1 | 1–2       | Eurocopa 2000               |
| 5 | 24-03-2001 | Estadio José Rico Pérez, Alicante       | Liechtenstein       | 4–0 | 5–0       | Clasificación Mundial 2002  |
| 6 | 24-03-2001 | Estadio José Rico Pérez, Alicante       | Liechtenstein       | 5–0 | 5–0       | Clasificación Mundial 2002  |
| 7 | 01-09-2001 | Estadio Mestalla, Valencia              | Austria             | 4–0 | 4–0       | Clasificación Mundial 2002  |
| 8 | 12-06-2002 | Estadio Mundialista de Daejeon, Daejeon | Sudáfrica           | 2–1 | 3–2       | Copa Mundial de Fútbol 2002 |

## Estadísticas

### Clubes
Actualizado a fin de carrera deportiva. Resaltadas temporadas en calidad de cesión.
| C. D. Castellón | 1991-92                   | 2.ª                       | 16  | -  | -  | - | -  | -  | 16  | 0  | 0    |
| Valencia C. F. | 1992-93                   | 1.ª                       | 2   | -  | -  | - | -  | -  | 2   | 0  | 0    |
| Valencia C. F. | 1993-94                   | 1.ª                       | 20  | 2  | -  | - | -  | -  | 20  | 2  | 0.10 |
| Valencia C. F. | 1994-95                   | 1.ª                       | 13  | 1  | 3  | - | -  | -  | 16  | 1  | 0.06 |
| Valencia C. F. | 1995-96                   | 1.ª                       | 34  | -  | 8  | - | -  | -  | 42  | 0  | 0    |
| Valencia C. F. | 1996-97                   | 1.ª                       | 30  | 1  | -  | - | 6  | -  | 36  | 1  | 0.03 |
| Valencia C. F. | 1997-98                   | 1.ª                       | 30  | 10 | 5  | - | -  | -  | 35  | 10 | 0.29 |
| Valencia C. F. | 1998-99                   | 1.ª                       | 37  | 6  | 7  | 5 | 10 | -  | 54  | 11 | 0.2  |
| Valencia C. F. | 1999-00                   | 1.ª                       | 33  | 13 | 4  | 1 | 16 | 5  | 53  | 18 | 0.34 |
| Valencia C. F. | 2000-01                   | 1.ª                       | 31  | 11 | -  | - | 16 | 4  | 51  | 15 | 0.29 |
| Total Valencia C. F. | Total Valencia C. F.      | Total Valencia C. F.      | 230 | 44 | 27 | 6 | 48 | 9  | 305 | 59 | 0.19 |
| S. S. Lazio | 2001-02                   | 1.ª                       | 20  | -  | -  | - | 7  | -  | 27  | 0  | 0    |
| F. C. Barcelona | 2002-03                   | 1.ª                       | 32  | 4  | -  | - | 15 | 2  | 47  | 6  | 0.13 |
| Middlesbrough F. C. | 2003-04                   | 1.ª                       | 31  | 2  | 7  | 1 | -  | -  | 38  | 3  | 0.08 |
| Middlesbrough F. C. | 2004-05                   | 1.ª                       | 7   | -  | -  | - | 1  | -  | 8   | 0  | 0    |
| Middlesbrough F. C. | 2005-06                   | 1.ª                       | 17  | 2  | 6  | 1 | 6  | -  | 29  | 3  | 0.1  |
| Middlesbrough F. C. | 2006-07                   | 1.ª                       | 7   | -  | 1  | - | -  | -  | 8   | 0  | 0    |
| Total Middlesbrough F. C. | Total Middlesbrough F. C. | Total Middlesbrough F. C. | 62  | 4  | 14 | 2 | 7  | 0  | 83  | 6  | 0.07 |
| Total carrera | Total carrera             | Total carrera             | 344 | 52 | 41 | 8 | 77 | 11 | 462 | 71 | 0.15 |
| (1) Incluye datos de Copa del Rey, Supercopa de España (1991-01) / FA Cup, EFL Cup, Community Shield (2003-07). (2) Incluye datos de Copa UEFA (1996-06); Copa Intertoto (1998-99); Liga de Campeones (1999-03). (3) No incluye datos de partidos amistosos. |                           |                           |     |    |    |   |    |    |     |    |      |

## Palmarés

### Campeonatos nacionales
| Título              | Club               | País       | Año  |
| ------------------- | ------------------ | ---------- | ---- |
| Copa del Rey        | Valencia C.F.      | España     | 1999 |
| Supercopa de España | Valencia C.F.      | España     | 1999 |
| Football League Cup | Middlesbrough F.C. | Inglaterra | 2004 |

### Campeonatos internacionales
| Título                    | Club          | País   | Año  |
| ------------------------- | ------------- | ------ | ---- |
| Copa Intertoto de la UEFA | Valencia C.F. | España | 1998 |

### Distinciones individuales
| Distinción                                   | Año         |
| -------------------------------------------- | ----------- |
| Mejor Centrocampista de la Liga de Campeones | 2000 y 2001 |
| Nominado al Balón de Oro                     | 2000 y 2001 |

## Filmografía
- Reportaje Movistar+ (01/06/2009), «Fiebre Maldini: 'Gaizka Mendieta'» en Plus.es